# ツネイシクラフト&ファシリティーズ
ツネイシクラフト&ファシリティーズ株式会社は、広島県尾道市に本社を置くツネイシホールディングス傘下の造船会社。
クラフト事業部、救命艇事業部、建設事業部の3事業部を有しており、クラフト事業部はアルミ軽合金製船舶の建造・修理、救命艇事業部は救命艇の保守サービス、建設事業部は総合建設業を手掛けている。またこのほか、アルミ船や津波シェルターなどを製造する「TFCやまだ工場」を岩手県下閉伊郡山田町に持つ。

## 沿革
出典
- 1966年9月 - 神原林業株式会社設立。
- 1968年8月 - 神原食品工業株式会社設立。
- 1981年4月 - 神原食品工業が常石エンタプライズ株式会社に改称
- 1984年10月 - 神原林業が尾道市浦崎町に浦崎工場新設。
- 1991年4月 - 神原林業が中華人民共和国大連市でFRP製救命艇の建造を開始。
- 1992年4月 - 神原林業と常石エンタプライズが合併、常石林業建設株式会社となる。
- 2002年7月 - 神原海洋開発株式会社からクラフト部門を継承。
- 2007年1月 - ツネイシホールディングスの発足により、株式会社常石林業建設カンパニーとなる。
- 2010年12月 - ツネイシクラフト&ファシリティーズ株式会社発足。
- 2011年
  - 1月 - ツネイシホールディングスより、クラフト事業・救命艇事業・建設事業を継承。
  - 7月 - 東日本大震災に伴う復興支援の一環として、株式会社ティエフシーを設立。社名はT（東北）F（復興）C（カンパニー）の意[2]。
- 2013年10月 - 子会社のTFCサクシード株式会社を吸収合併。
- 2023年8月 - ティエフシーを吸収合併。TFCやまだ工場となる。

## 主な建造船

### 旅客船
- 今治市営フェリー「とびしま」
- 東邦亜鉛「ちぎり」
- ケーエムシーコーポレーション「OCEAN BLEU」「LE GRAND BLEU」「Jetsailor」
- 鳥羽市営定期船「かがやき」「きらめき」「しおさい」
- 四国フェリー「オリーブマリン (2代)」「スーパーマリン (4代)」「オリーブマリン (3代)」
- 新宮町営渡船「しんぐう」
- 木口汽船「ソレイユ」
- みくに園「みくに」
- 三洋汽船「ぷりんす」「ニューかさおか」
- 庄川遊覧船「クルーズ庄川」
- 上島町「つばめ」
- 粟島汽船「awaline きらら」
- 沖縄県離島海運振興
  - 久高海運「ニューくだかIII」「フェリーくだか」
  - 勝連海運「第七つけん」

- 四国汽船「サンダーバード」「ブルーバード」「ラブバード」「アートバード」「REDBARD」
- 松阪高速船「すずかぜ」
- 魚島村「ニューうおしま」「ニューうおしま2」
- 伊島連絡交通事業「みしま」
- 淡路ジェノバライン「ジェノバI」「まりん・あわじ」
- 国際フェリー「レットスター1」
- 玄海町「ニューじのしま」
- 福岡市営渡船「ニューおろしま」
- ラピート桂「らぴーと」
- 十島村「ななしま2」
- 南汽観光「ともがしま」
- 豊浦汽船「にゅうとようら2」
- 尾道ポートサービス「ニュー金星」
- 備後商船「ニューびんご」
- 小豆島豊島フェリー「みらい」

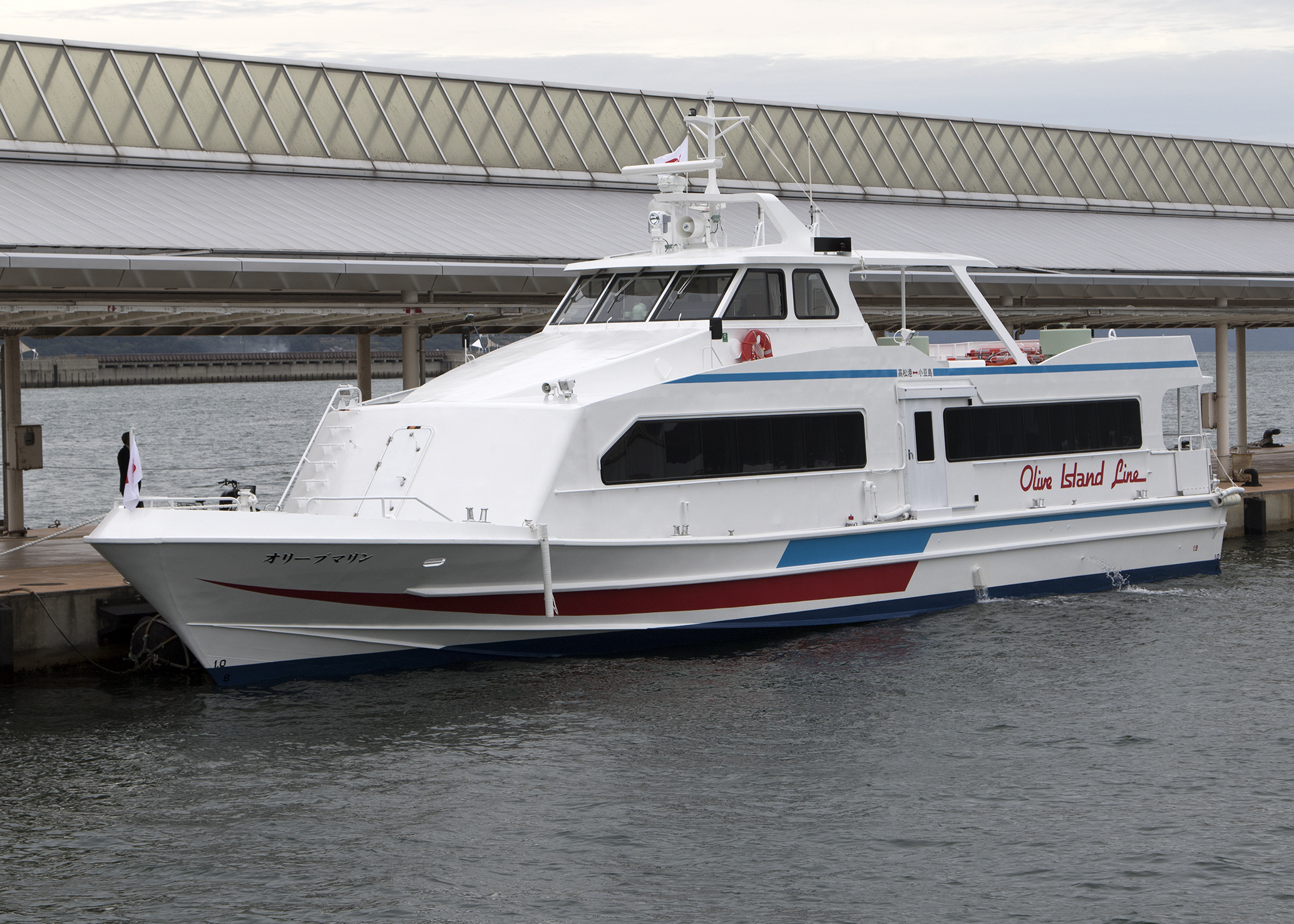
四国フェリー「オリーブマリン (2代)」
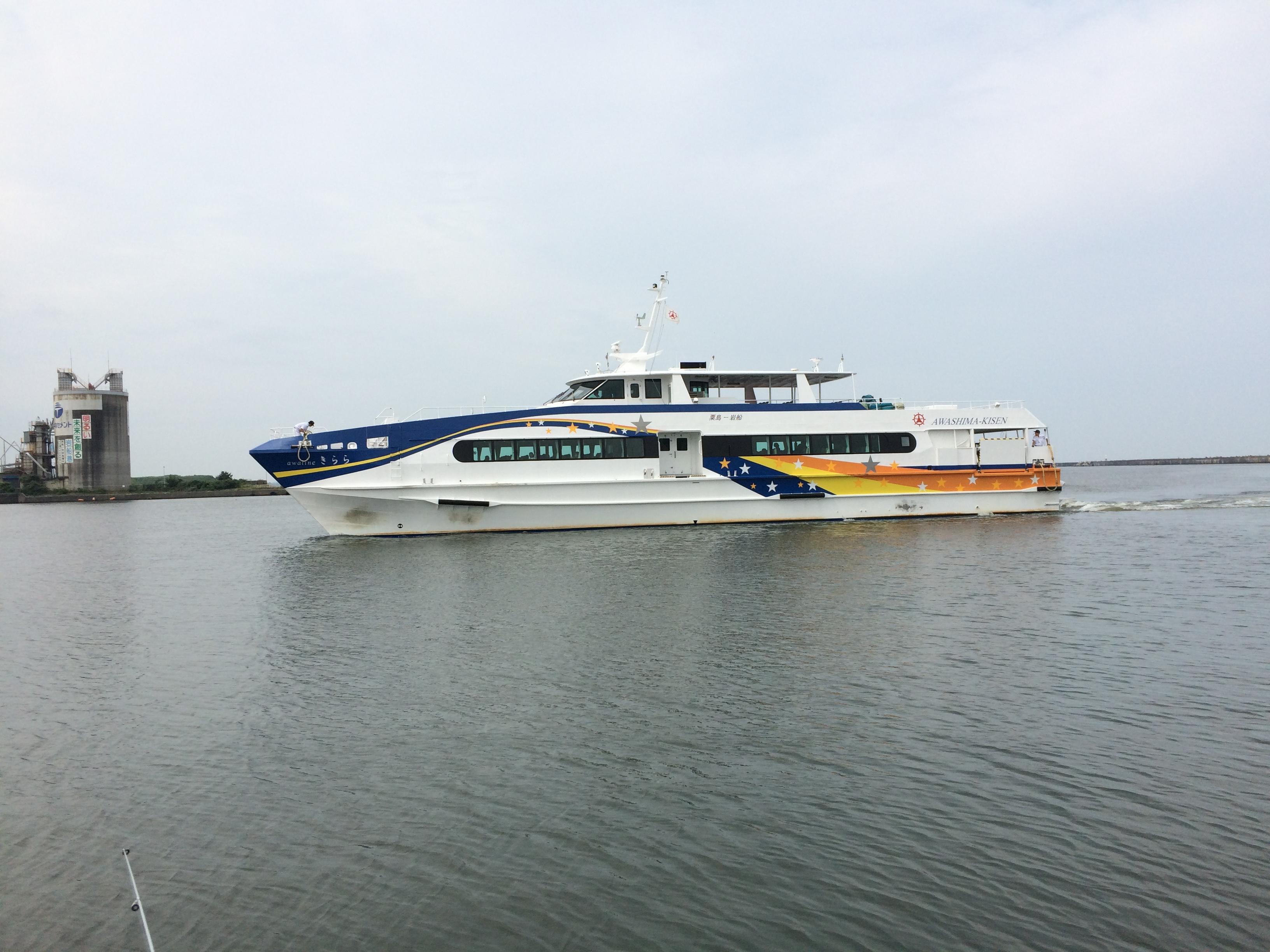
粟島汽船「awaline きらら」
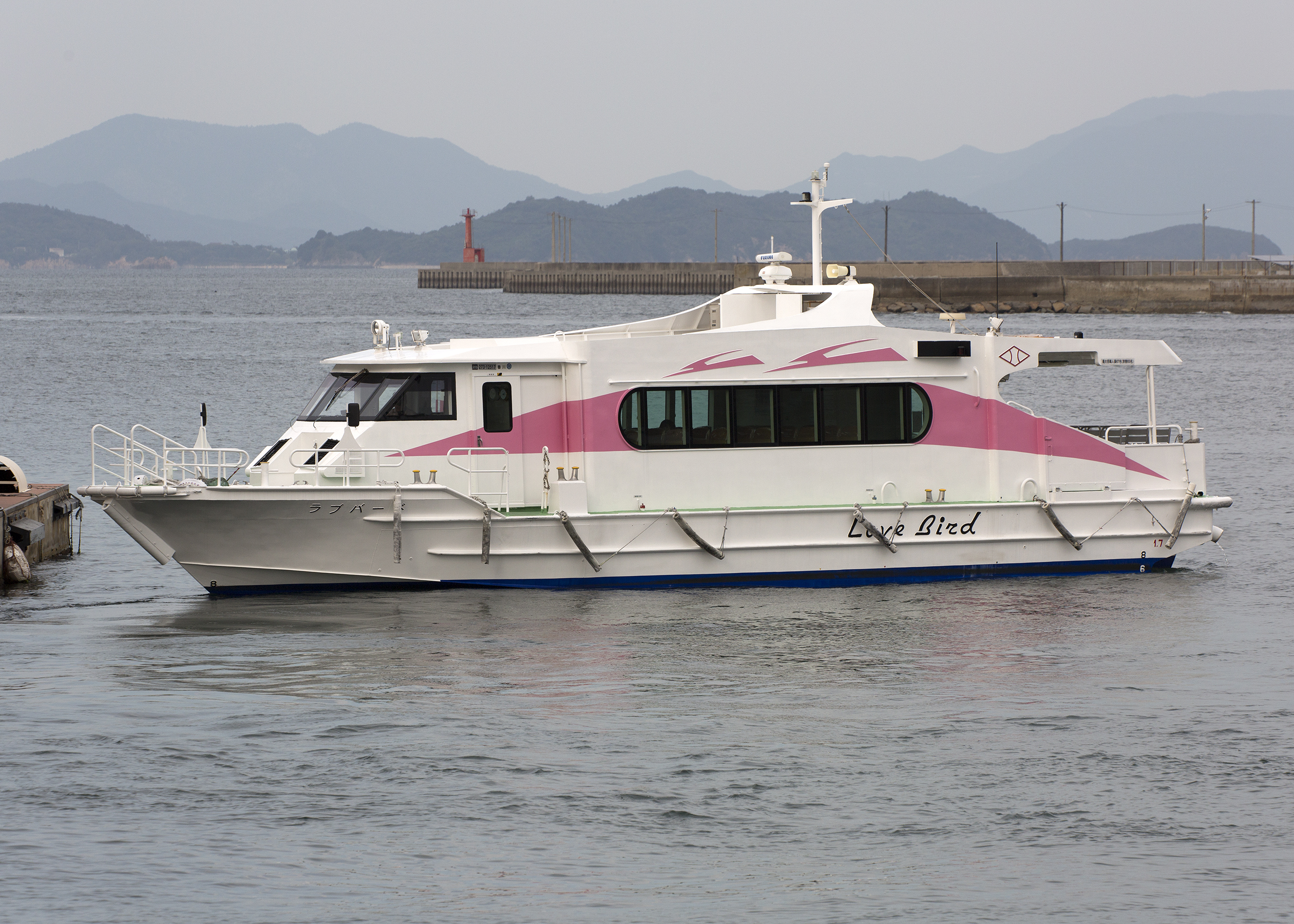
四国汽船「ラブバード」
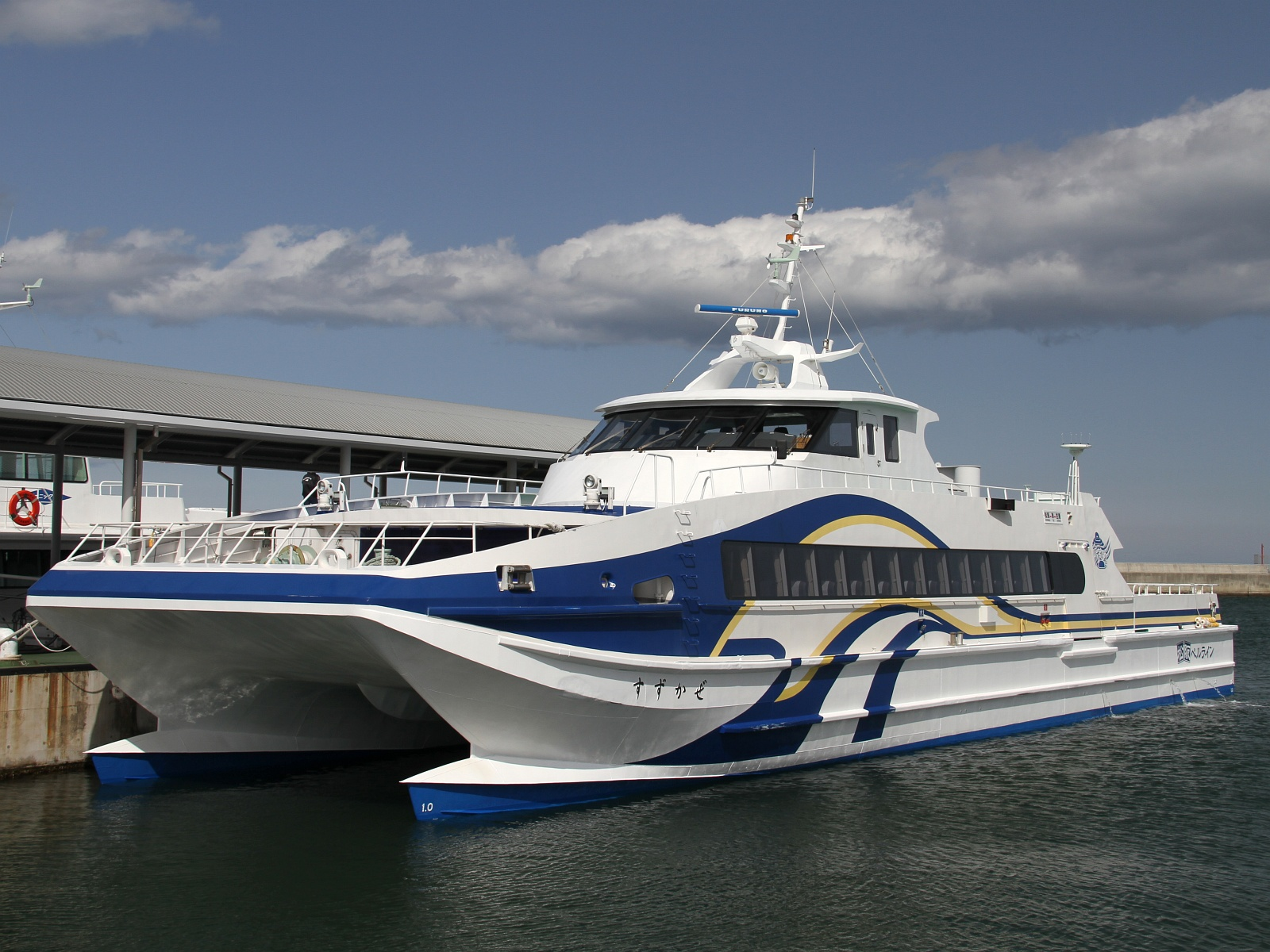
松阪高速船「すずかぜ」
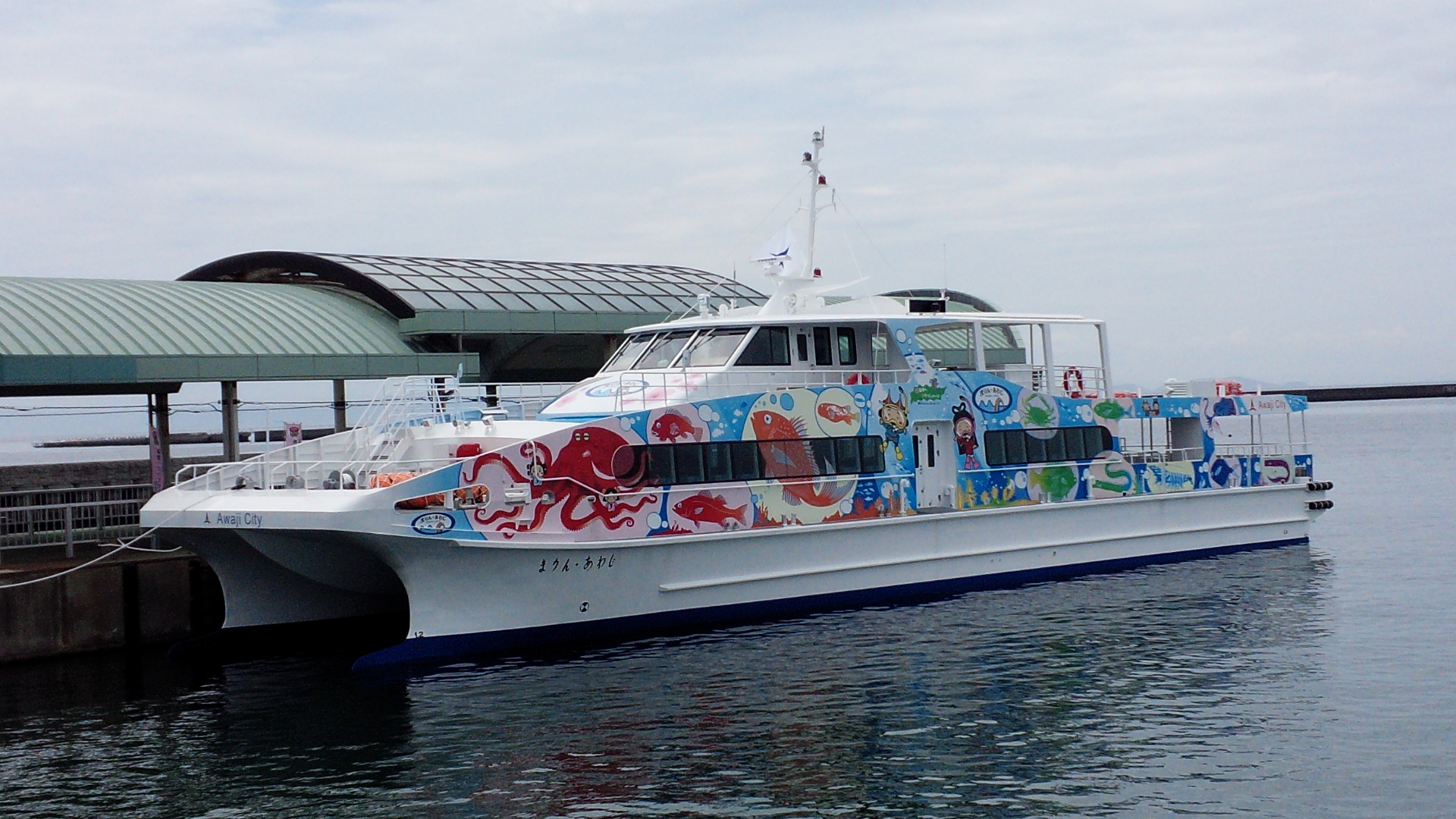
淡路ジェノバライン「まりん・あわじ」
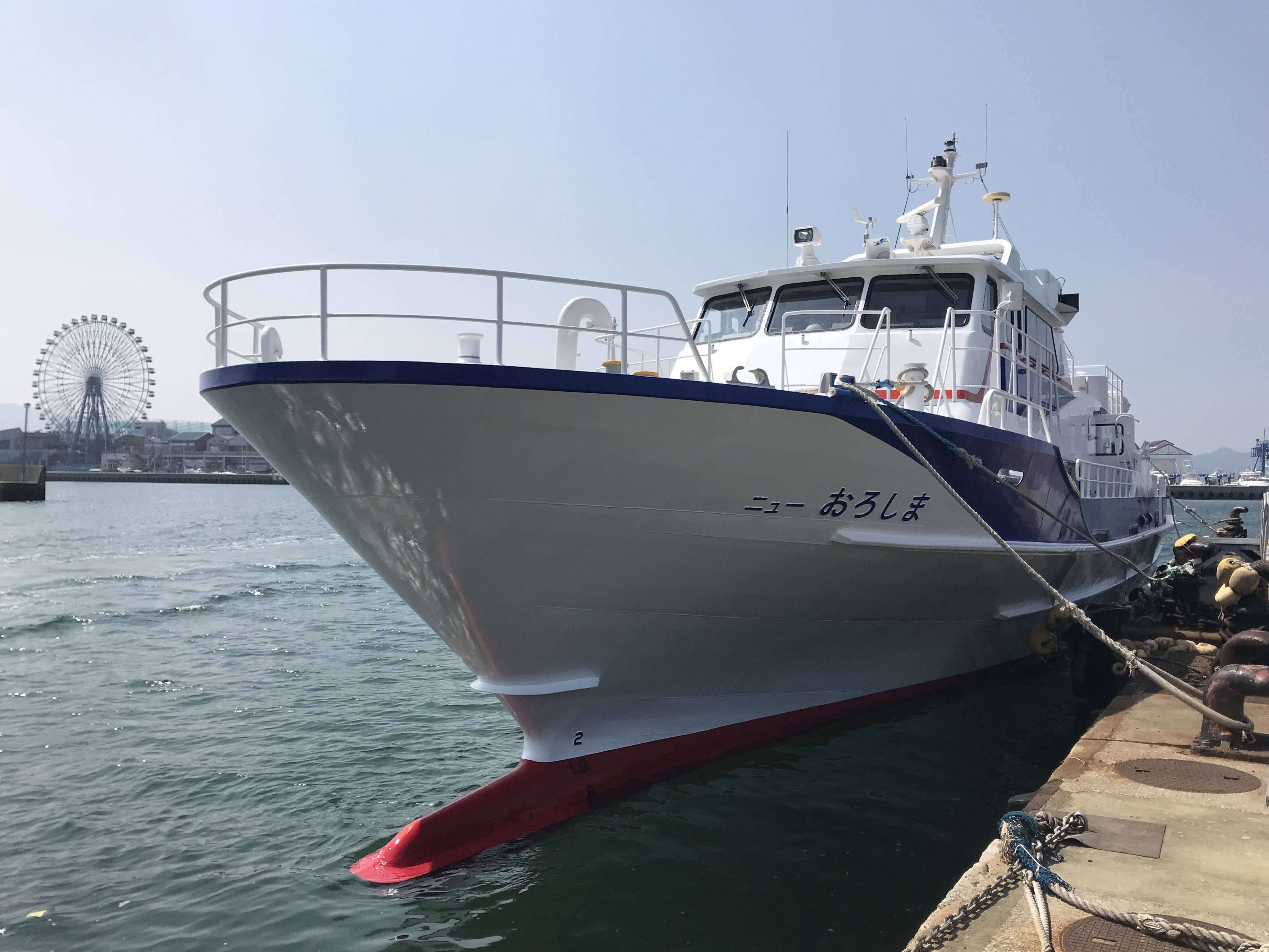
福岡市営渡船「ニューおろしま」
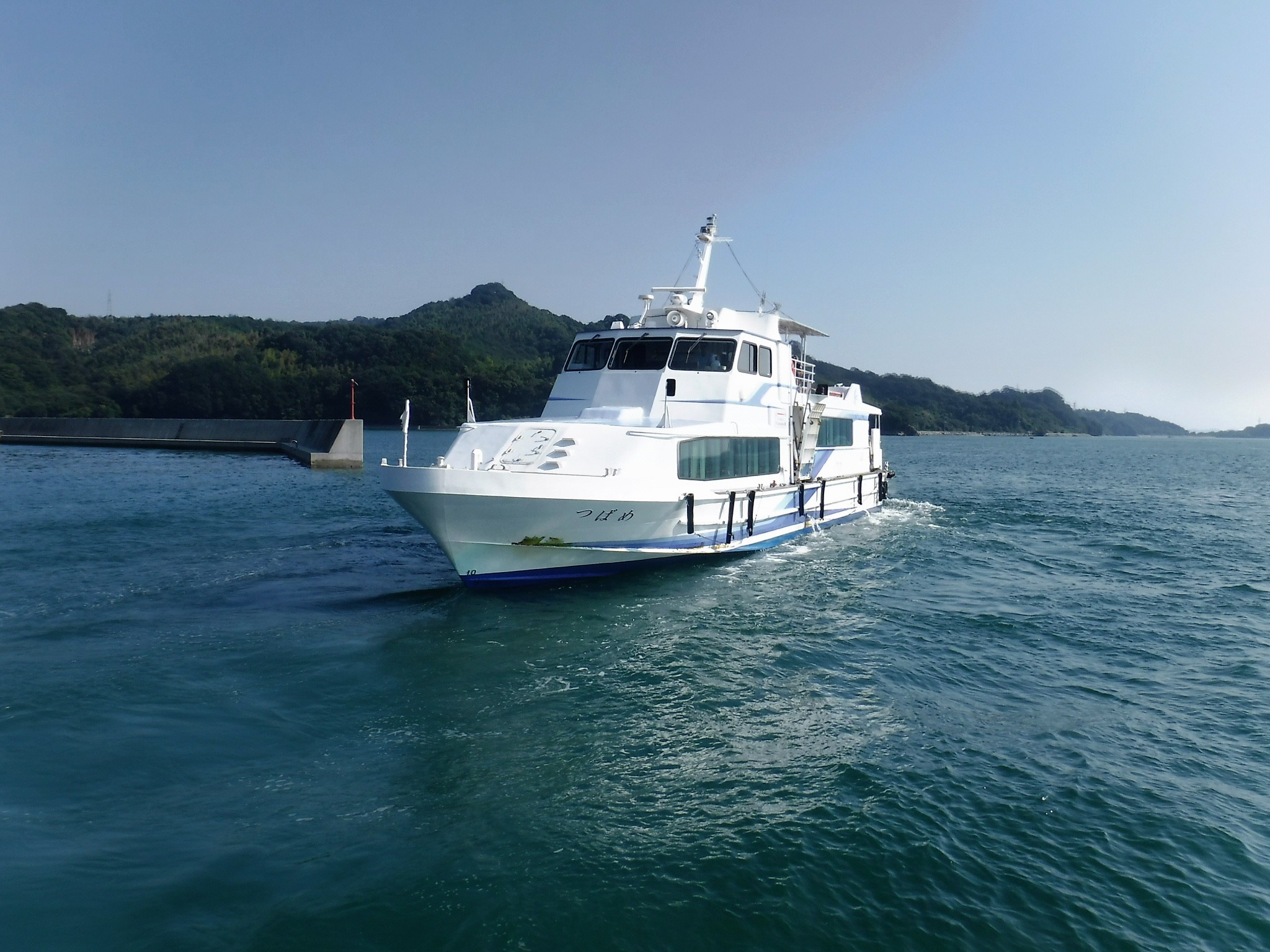
芸予汽船「つばめ」